# 우현정
우현정(2000년 7월 3일 ~)은 대한민국의 트로트 가수다. 2017년 정규 앨범 《좋음시롱 / 사랑의 드라이브》로 데뷔했다.

## 학력
- 성화여자고등학교 졸업

## 방송
- 내일은 미스트롯 (2019) - Top20(13위)
- 내일은 미스트롯 2 (2020) - Top112
- 헬로트로트 (2021) - Top77(63위)

## 음반
- 좋음시롱 / 사랑의 드라이브 (2017)
- 내 이름을 불러줘 (2019)
- 복드립니다 (2022)

## 수상
- 월드스타 연예대상 트롯부문 신인상 (2019)